# Tribuče
Tribúče so naselje v Sloveniji, v Beli krajini. To je vas sestavljena iz več gručastih zaselkov, ki so raztreseni ob cesti Črnomelj - Adlešiči. Prebivalci so večinoma uskoškega rodu in se ukvarjajo z živinorejo in vinogradništvom. Vinogradi se nahajajo na bližnji Veliki Plešivici.

## Zgodovina
Vas so ustanovili uskoški kolonizatorji v 16. stoletju. Sicer pa je bilo to področje naseljeno že v antičnih časih, saj so na obrobju vasi našli več antičnih grobov. V 19. stoletju so domačini kopali železovo rudo in jo vozili v železarno Gradac. V Tribučah je bil 24. novembra 1944 ustanovljen 1. avstrijski partizanski bataljon, v katerem je sodelovalo približno 150 avstrijskih borcev. Nekaj tednov po ustanovitvi je bataljon postal sestavni del Cankarjeve brigade (kot njen 4. bataljon) in se do konca vojne bojeval v tej brigadi. 25. aprila 2015 so na hiši v Tribučah, kjer je bil bataljon ustanovljen, odkrili obnovljeno dvojezično spominsko ploščo v spomin na ta dogodek.

## Geografija
Povprečna nadmorska višina naselja je 202 m.
Pomembnejše bližnje naselje je Črnomelj (6 km).
Naselje sestavljajo zaselki: Dolenjsko selo, Šikonijsko selo, Vlaščansko selo, Grivnjak, Nova Gorica in Golek.
V vasi se nahaja cerkev sv. Janeza Krstnika.